# Acmaeoderella villosula
Acmaeoderella villosula es una especie de escarabajo del género Acmaeoderella, familia Buprestidae. Fue descrita científicamente por Steven en 1830.

## Distribución geográfica
Habita en el Paleártico.